# Montpensier
Montpensier ist eine französische Gemeinde mit 467 Einwohnern (Stand 1. Januar 2022) im Département Puy-de-Dôme in der Region Auvergne-Rhône-Alpes. Sie gehört zum Kanton Aigueperse des Arrondissements Riom.
Montpensier ist ein auvergnisches Dorf an der Nationalstraße 9 nordöstlich von Aigueperse. Hier befindet sich auch die Burg Montpensier, auf der König Ludwig VIII. der Löwe am 8. November 1226 starb.